# Port de Gand

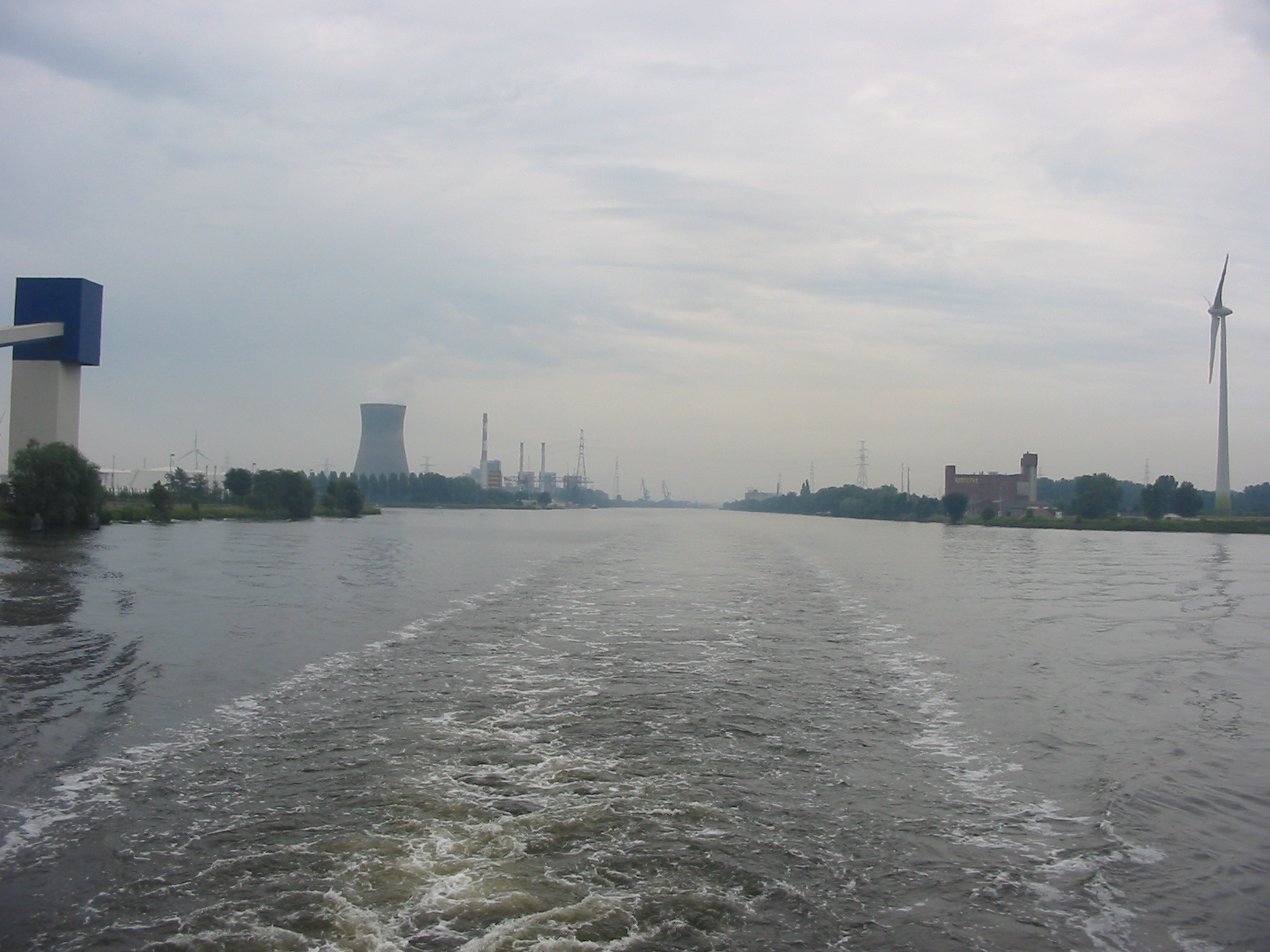
Canal Gand-Terneuzen.

Le port de Gand (néerlandais : Haven van Gent) est le troisième plus grand port de Belgique. Situé au nord de la ville de Gand, il est accessible par le Canal Gand-Terneuzen qui rejoint la Mer du Nord, au niveau du port néerlandais de Terneuzen, sur l'Escaut occidental. Le canal ainsi que le port sont accessibles aux navires jusqu’à 80 000 tonnes et au tirant d’eau de 12,5 m. En 2006, le trafic de marchandises a atteint 45,2 millions de tonnes, dont 24,2 millions en fret international et 18,4 millions en navigation intérieure. Le port de Gand accueille quelque 700 entreprises, constituées pour un cinquième environ de grandes entreprises, dont Sidmar, Volvo Cars, Volvo Trucks, Volvo Parts, Honda et Stora Enso.[réf. nécessaire]

## Situation
Avec les ports d'Anvers, de Bruges-Zeebruges et de Rotterdam, le port de Gand fait partie des plus grandes installations portuaires de la Mer du Nord et d'Europe de l'Ouest. Il se situe à l'extrémité sud du Canal Gand-Terneuzen et l'accès des navires se fait par trois écluses dont la plus grande a pour dimensions 355m x 40m x 13,50m. Le port est également relié à tout un réseau interne de canaux.
Le port de Gand s'articule autour du canal de Terneuzen et la zone portuaire (Kanaalzone) s'étire en deux longues bandes de terre de part et d'autre du canal depuis Gand jusqu'à la frontière belgo-néerlandaise sur une superficie totale de 4 701 ha dont 569 ha d'eau. L'infrastructure du port de Gand comprend, du nord au sud, une série de darses débouchant plus ou moins obliquement dans le canal : 
- le Kluizendok, sur la rive occidentale du canal, d'une largeur 350 m, construit à l'emplacement de l'ancien hameau de Terdonck.
- le Rodenhuizedok, achevé en 1978 et de dimensions 1200 x 300 m, construit à l'emplacement de l'ancien hameau de Terdonck.
- le Mercatordok, alias Petroleumdok, construit en 1968 et de dimensions 700 x 300 m.
- le Alphonse Sifferdok, anciennement Kanaaldok, construit en 1931 et agrandi entre 1961 et 1968, atteignant désormais 2700 x 300 m.
- le Grootdok et ses trois darses construites entre 1900 et 1930, Noorddok, Middendok et Zuiddok.
- à l'extrémité sud du canal de Terneuzen se trouvent les trois docks, Houtdok, Handelsdok et Achterdok.

L'ensemble compte 26,5 km de quais et est parcouru par 120 km de routes et 190 km de voies ferrées.
Le Kluizendok, dernier des bassins du port, a été partiellement mis en service en 2005, est doté de 100 ha de terrains pour activités logistiques et industrielles directement liées à la voie d’eau et de 100 ha de terrain pour industries manufacturières ou de transformation sans lien direct avec le transport maritime. Une fois achevé, il ajoutera 7,5 millions de tonnes au trafic total du port de Gand.[réf. nécessaire]

## Histoire
L’autorité portuaire se reconnaît une mission socio-économique, puisque les intérêts de la ville, du port et de la région sont liés, la preuve en est les emplois qu’elle engendre : 25 000 emplois directs pour autant d’indirects.  Pour cela, le port oriente aujourd’hui son action commerciale vers le développement de « projets » dans le cadre d’une offre de logistique portuaire industrielle et recherche des niches très spécialisées sur le transport de lignes régulières, en raison de la concurrence voisine. Il se définit aussi comme une plate-forme multimodale, et non pas uniquement comme un port maritime. Le trafic maritime est acheminé par voie fluviale à hauteur de 15 millions de tonnes, la route et le fer comptent pour environ 5 et 4 millions de tonnes respectivement. Cette gestion est menée en collaboration avec des entreprises partenaires. Elle repose aussi sur une qualité de dialogue et de concertation entre l’Autorité Portuaire, la Ville, les personnels, les entreprises et les interlocuteurs régionaux.

## Trafic
Le trafic de marchandises se situe aux alentours de 25 millions de tonnes par an. La valeur ajoutée directe produite par le port de Gand dépasse les 3 milliards d’euros, soit un quart de la valeur ajoutée de l’ensemble des ports de Flandre. Le volume d’emplois directs s’élève à 29 000, auxquels s’ajoutent 38 000 emplois indirects. Gand n’est certes pas le plus grand des ports belges, mais il est, avec une valeur ajoutée de 251 millions d’euros par tonne manutentionnée (Anvers 107) et de 1,3 million d’euros par hectare (Anvers 1,1) le plus compétitif.
Grâce au canal Gand-Terneuzen, Gand dispose d’une liaison avec l’estuaire de l’Escaut et, de là, avec la mer du Nord. Le canal ainsi que le port sont accessibles aux navires jusqu’à 80 000 tonnes et au tirant d’eau de 13,5 m. En amont, la ville est reliée, par un réseau de canaux et de cours d’eau, aux Pays-Bas, à la France, et aussi (un canal, le Hansweertkanaal, mettant le port en communication avec le bassin du Rhin) à l’Allemagne et à la Suisse. D’excellentes liaisons ferroviaires et routières relient par ailleurs le port avec son hinterland.
Le port de Gand accueille quelque 700 entreprises, constituées pour un cinquième environ de grandes entreprises. À la différence d’Anvers et de Zeebruges, ce ne sont pas les conteneurs (0,24 million de tonnes en 2003) qui à Gand prennent la part du lion, mais les pondéreux solides : céréales, alimentation de bétail, minerais, charbon, totalisant environ 17 millions de tonnes. Une des caractéristiques qui distinguent le port de Gand est d’être avant tout, à plus de 80 %, un port d’importation.

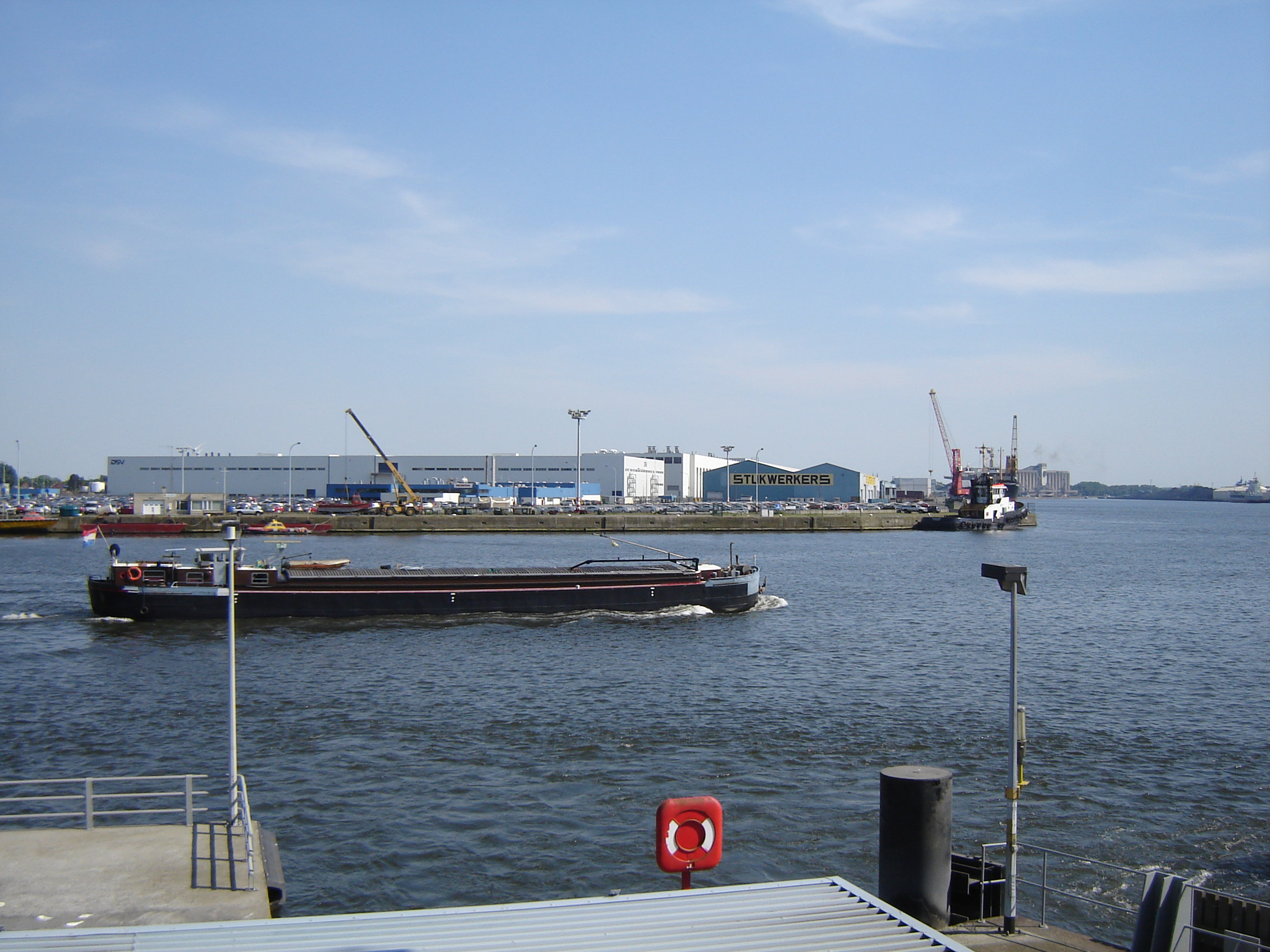
Canal de Terneuzen, à la hauteur du Sifferdok (visible à dr.).

## Économie
C’est cette concurrence qui a poussé et pousse le port de Gand à s’adapter, se spécialiser pour contribuer à l’économie portuaire belge (le port de Gand représente 1,7 % du PIB). 
La Flandre a été désignée par la revue Foreign Direct Investment Magazine comme région de tout premier plan en Europe pour les transports, et dans le European Distribution Report la Belgique se classe première au regard de l’opportunité d’y implanter des établissements de transport et de distribution. Au sein de cet ensemble flamand et belge, Gand a pour principaux atouts la présence d’un port maritime, sa position géographique favorable et de bonnes liaisons avec un vaste hinterland. De fait, et abstraction faite d’entreprises purement logistiques, comme l’importante firme de manutention Katoen Natie, de nombreuses entreprises industrielles ont choisi le port de Gand pour y installer leur plate-forme de distribution, en particulier Honda (automobiles), Hanes (textile), Snapper (engins de jardinage), Gates (courroies de transmission), Citrosuco Paulista (jus de fruits), etc.
Le port de Gand ne cesse d’attirer de nouveaux investissements, qui ont doublé entre 1997 et 2003 pour atteindre 700 à 800 millions d’euros l’an. Sont concernées en particulier les industries automobile (accroissement de la capacité de production et nouveau parc logistique chez Volvo) et métallurgiques (rénovation de haut fourneau chez Sidmar), le commerce, et d’autres activités, dont l’énergie (parc d’éoliennes construit par Electrabel, investissements en bioénergie), etc.